# Lili Kardell
Lili Kardell était une actrice de télévision d'origine suédoise, née le 26 mai 1936 à Stockholm et morte en avril 1987 à New York.
Elle a eu une liaison avec James Dean et était présente les 26 et 27 mars 1955 à Palm Spring (Californie) lorsque James Dean a participé à sa première course sur circuit au volant d’une Porsche 356 : victoire en qualification le 26 et deuxième a l’issue de la course le 27 (source : james dean, la passion foudroyée, graton editeur, 1995)

## Filmographie

### À la télévision
- 1956 : Annie Oakley
- 1956 : The Lineup
- 1957 : Alfred Hitchcock Presents
- 1958 : Schlitz Playhouse of Stars
- 1959 : Dragnet
- 1959 : Steve Canyon
- 1959 : M Squad
- 1959 : Colt. 45
- 1959 : Mr. Lucky
- 1960 : Shotgun Slade
- 1960 : Rawhide
- 1960 : Richard Diamond, Private Detective
- 1960 : 77 Sunset Strip
- 1960 : Route 66
- 1961 : The Tab Hunter Show
- 1961 : Sea Hunt
- 1961 : The Dick Powell Theatre
- 1962 : Everglades
- 1963 : The Third Man

### Au cinéma
- 1957 : Looking for Dander
- 1965 : A Swingin' Summer